# Accrington
Accrington est une ville du Nord de l'Angleterre, dans le Lancashire. Elle compte aujourd'hui autour de 30 000 habitants. Elle est le centre d'une unité urbaine de 71 200 habitants. Accrington est située à environ 32 km au nord de Manchester et à 10 km au nord de l'agglomération de cette grande ville.  Elle est située sur la rivière Hyndburn qui conflue avec la Calder, un affluent de la Ribble.

## Histoire
Son nom vient de Acorn Ring Town (cercle de chênes).
Pendant plusieurs décennies, l'industrie textile a été l'activité majeure de la ville. 
Pendant la Première Guerre mondiale, elle a été une des villes produisant le plus grand nombre de recrues du Royaume-Uni. Plusieurs centaines de jeunes hommes ont perdu la vie au sein de la compagnie Accrington Pals, dans les combats de la Somme.
Accrington est aussi connu pour la production de la brique la plus solide du Monde. Celles-ci ont été utilisées pour construire, entre autres, l'Empire State Building et les fondations de la Blackpool Tower.

## Administration
Accrington est représentée au Parlement dans le cadre de la circonscription de Hyndburn qui se compose de 16 wards élisant 35 conseillers. Grâce à sa taille, Accrington est représentée par plusieurs wards de la circonscription de Hyndburn. La ville se compose sur le plan électoral de différents quartiers : Milnshaw, Peel, quartier central, Barnfield, et Spring Hill, bien que certaines parties de ces quartiers soient dans d'autres municipalités de l'arrondissement (ou borough).
Le député actuel est le travailliste Graham Jones.

## Personnalités
- Jon Anderson (1944-), chanteur du groupe rock Yes, né à Accrington
- Harrison Birtwistle (1934-2022), compositeur né à Accrington
- Jeanette Winterson (1959-), romancière née à Accrington

## Collection
La plus grande collection en Europe de verre teinté de Tiffany se trouve dans cette ville; particulièrement en verre « favrile ».

## Sport
La ville possède un club de football, évoluant en 3e division de football anglais, l'Accrington Stanley Football Club

## Caractéristiques
Dans la ville, l'anglais est parlé avec un accent très particulier. Les autochtones peuvent parler avec trois ou quatre accents différents à quelques kilomètres de distance seulement. Ainsi, l'accent d'Oswaldtwistle à 3 km est tout à fait différent de celui d'Accrington même. Une des prononciations caractéristiques d'Accrington est le mot bus (pour autobus) qui est identique au mot buzz (pour le vrombissement d'une abeille).